# 濛江街道
濛江街道，是中华人民共和国贵州省黔南布依族苗族自治州惠水县下辖的一个乡镇级行政单位。
2014年2月14日，贵州省人民政府批复同意惠水县部分乡镇行政区划调整，新设置的濛江街道辖原高镇镇、长田乡、大坝乡、甲烈乡，街道办事处驻高镇村。

## 行政区划
濛江街道下辖以下地区：
险峰社区、永安社区、高镇社区、姚新村、首创村、长新村、长岩村、半坡村、山后村、涟江村、赤土村、高镇村、司蒙村、交椅村、合兴村、双庆村、桥洞村、长田村、龙泉村、红星村、新坝村、新哨村、兴章村、绿化村、大保村、板长村、光明村、上龙村、山河村、民河村、甲烈乡、大坝乡和长田乡。